# Stan Anderson (Fußballspieler)
Stanley „Stan“ Anderson (* 27. Februar 1934 in Horden; † 10. Juni 2018 in Doncaster) war ein englischer Fußballspieler und -trainer. Als Außenläufer war er ab den 1950er-Jahren langjährig für den AFC Sunderland aktiv. Der WM-Teilnehmer von 1962 spielte zudem für Newcastle United und den FC Middlesbrough und war der erste Fußballer, der die drei renommiertesten englischen Vereine aus dem Nordosten als Mannschaftskapitän anführte.

## Sportlicher Werdegang

### Spielerlaufbahn
Anderson wuchs im englischen Nordosten im County Durham auf und das Fußballspielen erlernte er gleichsam an seiner Schule und bei kleineren Vereinen wie Springwell United und Horden Colliery Welfare. Nicht lange dauerte es, bis er die Aufmerksamkeit des nahe gelegenen Erstligisten AFC Sunderland auf sich zog und ab März 1951 war er dort im Kader der A-Mannschaft. Zu seinem Ligadebüt kam er am 4. Oktober 1952 gegen den FC Portsmouth (1:1) und als Mann mit der Rückennummer 4 erkämpfte er sich als rechter Außenläufer in der folgenden Saison 1953/54 einen Stammplatz. Zwar wirkte besonders sein Laufstil aufgrund einer krummen Körperhaltung etwas unorthodox, aber mit seinen technischen Fertigkeiten wurde er schnell zum Dreh- und Angelpunkt im Aufbauspiel des AFC Sunderland. Dabei zeigte er besondere Stärken im Passspiel. Seine Zugehörigkeit zu Sunderland hielt bis November 1963 an und in dieser Zeit sammelte er 447 Pflichtspiele an. Dazu zählte eine Phase zwischen Februar 1958 und September 1961, als er nur drei von 153 Partien in Serie verpasste. Er gehörte zu den nur wenigen altgedienten Akteuren, die den Verein 1958 in die zweite Liga begleiteten. Gleichzeitig stellte er einen neuen Vereinsrekord in Bezug auf die meisten Einsätze für Sunderland auf, der später von Len Ashurst und Torhüter Jimmy Montgomery überboten wurde. Ein bedeutender Titel („Major Title“) blieb ihm stets verwehrt und die größten Erfolge waren zwei Halbfinaleinzüge im FA Cup in den Spielzeiten 1955/56 und 1962/63.
Relativ spät in seiner Laufbahn bestritt Anderson zwei A-Länderspiele für England im April 1962 gegen Österreich (3:1) und Schottland (0:2). Es blieben seine einzigen beiden Auftritte. Er war zwar Teil des englischen Kaders anlässlich der Weltmeisterschaft 1962 in Chile, aber dort absolvierte er keine Partie. Als möglicher Grund für seine Nichtberücksichtigung hatte auch die Hinausstellung in einem U-23-Spiel fünf Jahre zuvor gegen Bulgarien gegolten. Verantwortlich für Andersons Abgang in Sunderland war die Wachablösung auf seiner Position durch den jungen Martin Harvey. Überraschend war der Erzrivale und Ligakonkurrent Newcastle United sein nächster Klub.
In Newcastle eroberte sich Anderson schnell einen Stammplatz, wurde wie schon in Sunderland zum Mannschaftskapitän befördert und stieg 1965 als Zweitligameister in die englische Eliteklasse auf – im Jahr zuvor war schon sein Ex-Klub dorthin zurückgekehrt. Da seine sportliche Perspektive aber einen dauerhaften Verbleib in der Mannschaft nicht vorsah, orientierte sich Anderson kurz darauf neu und fand im November 1965 im FC Middlesbrough – dem dritten „großen“ Verein im englischen Nordosten neben Sunderland und Newcastle – einen neuen Arbeitgeber. Bei dem „Boro“ genannten Zweitligisten übernahm er neben der Mannschaftsführerbinde auch Aufgaben im Trainerstab und kurz vor Ende der Saison 1965/66 wurde er im Kampf um den Klassenerhalt zum Cheftrainer und Nachfolger von Raich Carter befördert. Den Abstieg konnte er jedoch in der verbleibenden Partien nicht mehr verhindern.

### Trainerkarriere
Im Jahr darauf führte er die Mannschaft nach Beendigung seiner eigenen aktiven Laufbahn zur direkten Rückkehr als Drittliga-Vizemeister. In den sieben weiteren Jahren bis 1973 stabilisierte Anderson die Mannschaft in der Second Division, belegte dabei stets einen einstelligen Abschlusstabellenplatz und mit drei vierten Rängen in den Spielzeiten 1968/69, 1969/70 und 1972/73 war der ersehnte Aufstieg in die First Division oft in Sichtweite – sein Nachfolger Jack Charlton sollte im Jahr darauf das Ziel bereits im ersten Anlauf erreichen.
Nach seiner Demission 1973 verbrachte Anderson ein Jahr als Trainer von AEK Athen, bevor er nach einer Assistentenstelle bei den Queens Park Rangers knapp vier Jahre lang den Viertligisten Doncaster Rovers hauptverantwortlich betreute. Ab Januar 1980 heuerte ihn der Erstligist Bolton Wanderers an, der sich zu diesem Zeitpunkt bereits abgeschlagen am Tabellenende befand. Der Abstieg war in der weiteren Folge nahezu unausweichlich, aber die Erwartungen in der folgenden Saison 1980/81 waren hoch, zumal Anderson diese mit einigen hochkarätigen Verpflichtungen selbst angeheizt hatte. Die Resultate ließen jedoch zu wünschen übrig, und als im März 1981 George Mulhall zu dem Klub als Assistent zurückkehrte, standen die Zeichen auf Veränderung. Im Mai 1981 wurde Anderson vorzeitig entlassen, obwohl sein Vertrag noch eine Restlaufzeit von zwei Jahren beinhaltete.